# Analyse
«Analyse» — первый сингл пятого альбома Wake Up and Smell the Coffee ирландской рок-группы The Cranberries.
Первоначально песня носила название «Don’t Analyse». Первая версия клипа была снята незадолго до трагедии 11 сентября 2001 года и включала в себя множество кадров, где самолёт пролетает мимо небоскрёбов. Впоследствии клип было решено переделать: из второй версии были исключены все сцены с самолётом, а силуэт трупа на асфальте был заменён нарисованным мелом цветком. 

## Список композиций

### CD для Британии
1. «Analyse»
2. «Analyse (Oceanic Remix)»
3. «I Can’t Be with You (live)»

### CD для Европы, Японии и Австралии
1. «Analyse»
2. «Analyse (Oceanic Remix)»
3. «I Can’t Be with You (live)»
4. «In the Ghetto (live)»

## Позиции в чартах
| Чарт (2001)                     | Высшая позиция |
| ------------------------------- | -------------- |
| Бразилия (ABPD)                 | 55             |
| Франция (SNEP)                  | 57             |
| Ирландия (IRMA)                 | 28             |
| Италия (FIMI)                   | 4              |
| Нидерланды (Single Top 100)     | 76             |
| Португалия (AFP)                | 5              |
| Румыния (Romanian Top 100)      | 66             |
| Испания (PROMUSICAE)            | 3              |
| Швейцария (Schweizer Hitparade) | 43             |
| Великобритания (OCC UK Singles) | 89             |
| США Billboard Adult Top 40      | 26             |